# Љиљана (сингл плоча)
Љиљана је четврта сингл плоча српског и босанског фолк певача Недељка Билкића, издата 1965. године за ПГП РТБ. На плочи се налазе четири песме од којих је једна изворна народна песма, а све песме су снимљене уз секстет Душана Радетића.

## Списак песама
| №  | Назив                  | Текст           | Музика           | Трајање |  |
| 1. | Љиљана                 | Предраг Којдић  | Недељко Билкић   |         |  |
| 2. | Ој дјевојко под брдом  | традиционал     | традиционал      |         |  |
| 3. | Јесен зри свадба ври   | Гаврило Јуришић | Јовица Петковић  |         |  |
| 4. | Ој судбино ја те питам | Никола Шкрба    | Ратомир Петковић |         |  |